# Vilanova de Raò
Vilanova de Raò (['bilə'noβə ðə rə'o)], en francès Villeneuve-de-la-Raho), és un poble cap del municipi del mateix nom, de 3.828 habitants el 2013, de la comarca del Rosselló, a la subcomarca de la Plana del Rosselló, a la Catalunya del Nord. Està situat al sud de Perpinyà i al nord-oest d'Elna, a la zona oriental del centre de la comarca, al nord, est i nord-est de l'estany o Llac de Vilanova de Raò, del qual ressegueix bona part de la riba.
Segons l'Institut d'Estudis Catalans i la Universitat de Perpinyà s'ha d'escriure Vilanova de Raò, puix que si la grafia és "Raó", segons la fonètica del català septentrional, s'hauria de pronunciar [rə'u)], i, en canvi, es pronuncia acabat amb o tancada (a verificar...). S'ha documentat al segle ix com Villanova Radoni, provinent en un antropònim germànic.

## Etimologia
La primera part del topònim fa referència a una població de nou assentament, vila nova; la segona, Raò és un derivat d'un antropònim germànic, esmentat llatinitzat el 834 com a radonis (genitiu singular de Radon). Era el nom d'un dels dos fills del que, segons els documents conservats, poblà aquest lloc al segle ix: Wimar i Radone. Aquest antropònim és un derivat de l'arrel germànica rad-, molt freqüent entre noms germànics presents en la llengua catalana.
Apareix el 1174 com a Radon, escrit Radoni el 932, Rado el 1171 i 1193 (Repertori toponímic de Pere Ponsich, 1980, 66).

## Geografia

### Localització i característiques generals del terme

Situació de la comuna de Vilanova de Raò en el Rosselló

La comuna de Vilanova de Raò, d'una extensió de 114.100 hectàrees, és a la zona meridional del centre de la comarca del Rosselló, al sud-est de la ciutat de Perpinyà. Només té dos límits naturals clars, tots dos al nord. Al nord-oest, l'Agulla de Fontcoberta, i al nord-est, el Reart. En la resta de recorregut, el termenal segueix les propietats i els antics senyorius.
Els Aspres es manifesten, a Vilanova de Raò, pel turó on s'assenta el poble, juntament amb dos turons baixos més: el Puig Vergers i les Salesses. Al costat d'aquesta petita línia de turons es troben les depressions de la plana, com la que acull l'estany o les dels Estanyots, al nord del terme.
Termes municipals limítrofs:
|            | Perpinyà  | Salelles            |
| Pollestres |           | Tesà                |
|            | Montescot | Cornellà del Bercol |

### El nucli urbà

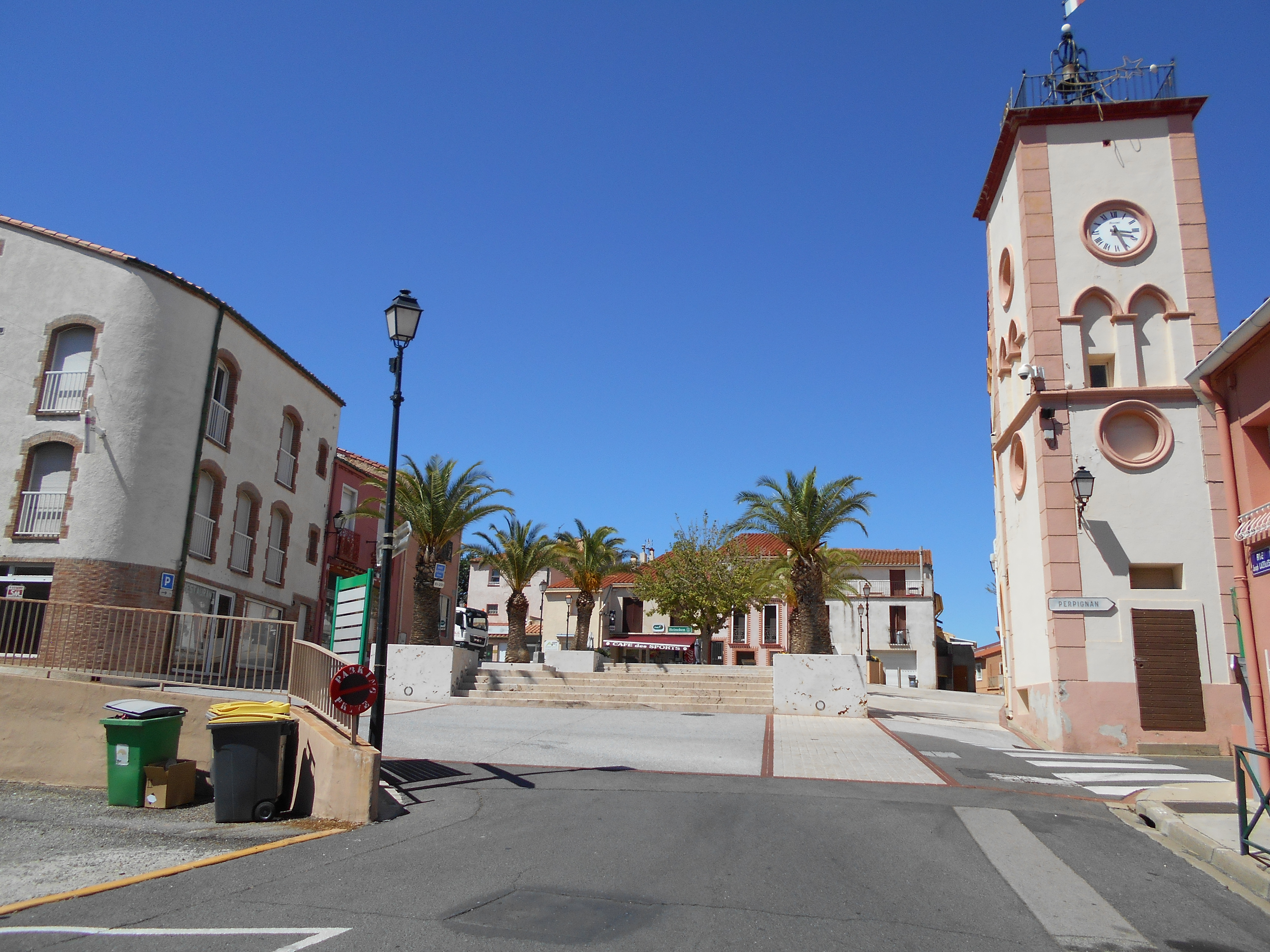
La Plaça dels Comerços

El poble, situat a 58 metres d'altitud damunt d'un turó que forma part dels baixos Aspres, una plataforma pliocènica que forma una alta terrassa de la Plana del Rosselló. El poble vell, format inicialment a l'entorn de l'actual església parroquial de Sant Julià i Santa Basilissa, en una cellera com la major part de pobles rossellonesos, s'estén als peus del turó que domina el poble formant diversos barris: la Costa, l'Era, el Farratjal, la Plaça dels Comerços i Vilanova. Aquest nucli antic, situat principalment al nord-oest de l'antiga església romànica de Sant Julià i Santa Basilissa de Vilanova de Raò, que fou trobat en prospeccions arqueològiques, donà pas a un segon nucli, encara dins de l'etapa medieval, que està format pels carrers de la Tramuntana, del Farratjal, el Carreró de l'Era i el Carrer de Voltaire i per les places de la República, de les Dues Catalunyes, dels Comerços i de Joan Sauvy.
L'eixamplament del poble s'ha organitzat a l'entorn d'amples avingudes: d'Àngel Guimerà, dels Mallols, del Rosselló, del 8 de maig del 1945 i de Josep Sauvy, a més del Giratori de la Retirada i dels carrers de la Garnatxa, de l'Arimó, del Carinyà, del Moscatell, dels Olius, del Xardoné, de Gustau Violet, d'Honoré de Balzac, de Josep Sebastià Pons, de Pau Casals i de Sant Vicenç.
Fora del nucli urbà, Vilanova de Raò ha crescut a partir de les diferents urbanitzacions que s'hi han construït: les Abricotiers, le Balcon, Barrera, Bel Air, le Clos des Amandiers, le Clos des Oliviers, la Colomina, les Creuetes, les Hauts du Lac, les Jardins de Villeneuve, Sant Julià, els Pastors, Plein Soleil, Puig Vergers, Val Marie, le Val des Vignes i la Vigie.

### Els masos
Hi ha un nombre considerable de masos dedicats a l'explotació agrícola i ramadera. El Casot d'en Jammet, el Mas de Barrera, el Mas Cap de Fusta, abans Mas Tardiu, el Mas de la Raò, o Mas de la Coma, abans Mas Romeu, el Mas dels Pastres, abans Mas Grenier, el Mas Oriol, abans Mas de Llaró, el Mas Richemont, abans Mas Jonqueres, el Mas Sauví i el Mas Vallmaria, o Mas Doat. També hi havia hagut el Mas de l'Azidret (de l'Isidret) i el Mas de Barrera i el Mas de Caors, o Mas Sanac, o de la Garnatxera, actualment destruïts.

### Els corrents d'aigua
Toca el terme de Vilanova de Raò un sol riu, el Reart, que fa de termenal entre Vilanova de Raò i Perpinyà. Diversos torrents, aquí denominats còrrecs duen l'aigua del terme en els casos de pluja: el Còrrec de les Vinyes, el de Fanjaus, el dels Teixons i el dels Estanyots. La resta de corrents d'aigua són agulles. canals de drenatge, com ara l'Agulla de les Garrigoles, l'Agulla de l'Aigual, desguàs de l'Estany o Llac de Vilanova, l'Agulla de Vallmaria, l'Agulla de la Prada, l'Agulla de Xò'n Sauví, l'Agulla de Fontcoberta, que en la part alta es considera còrrec. Hi havia hagut també les Agulles de l'Estany, actualment desaparegudes. També hi ha el Rec de les Passeres Roges, canal de rec.
A banda de l'Estany de Vilanova, en el terme n'hi ha o n'hi havia hagut d'altres: l'Estany de Barrià, o de Vilanova, desaparegut, l'Estanyot de l'Azemar i l'Estanyot d'en Gafard, a part del modern Estany Turístic.

### El terme

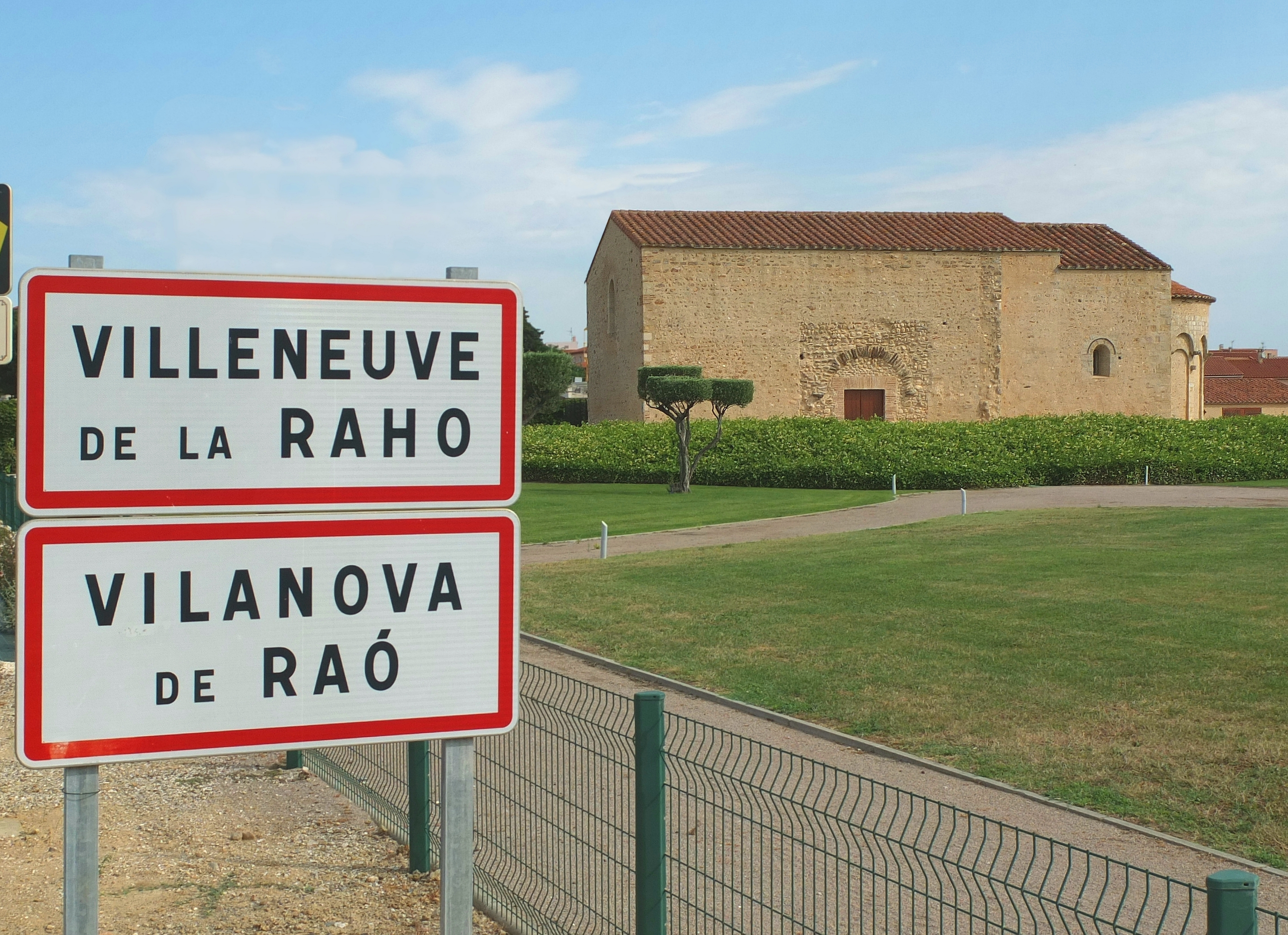
Església romànica de Sant Julià i Santa Basilissa

Com la major part de termes de la Plana del Rosselló, els topònims de Vilanova de Raò designen camps, prats, horts o similars. Alguns d'aquests noms de lloc han desaparegut de l'ús habitual a causa de la creixença del nucli de població, principalment. Són encara en ús la Colomina i la Prada. D'altra banda, algunes persones encara conserven en la memòria alguns dels antics noms d'altres dels espais del terme: el Camp de Julià, el Camp de la Boueta, el Camp de la Cabrera, el Camp de la Creueta, el Camp de la Magesa, el Camp de la Picassa, el Camp de la Sal, el Camp de la Salanca, el Camp del Camí de Bages, el Camp de Cantort, els Camp de l'Era (dos), el Camp de les Agulles, el Camp de les Costes, el Camp de les Feixes, el Camp del Fau, el Camp de l'Hort, el Camp del Marge, el Camp del Molí Roig, el Camp de l'Oliu, el Camp de l'Om, el Camp del Pal, el Camp del Patxiquet, el Camp del Perer, el Camp del Poll, el Camp del Ràvec, el Camp del Roure, el Camp dels Estanyols, el Camp dels Morts, el Camp dels Pastors, el Camp dels Rocs, el Camp del Tuire, el Camp d'en Balanda, el Camp d'en Ban, el Camp d'en Bodiera, el Camp d'en Cardona, el Camp d'en Gordo, el Camp d'en Palau, el Camp d'en Palluques, el Camp d'en Pelegrí, el Camp d'en Sacristà, el Camp d'en Veguera, el Camp de Puig Vergers, el Camp Llarg del Mas Gavarró, el Camp Montes, la Closeta, la Colomina de la Sal, la Colomina de la Serra, la Colomina del Camí de Bages, la Colomina de l'Obra (o senzillament, l'Obra), la Colomina de l'Oliu, el Comunal, o el Prat Comunal, la Plantada, la Plantada del Mas Caors, el Prat de la Joncassa, el Prat de l'Hort i el Prat dels Olms.
D'altres noms designen les partides del terme: els Canyers, Cap de Bercal (lloc ja absorbit pel nucli urbà), Cap de Fusta, el Clot dels Estanyols, el Clot dels Estanyots, el Còrrec (avui dia, dins de l'estany), les Coves, les Creuetes, les Deveses, els Estanyots, Fanjaus, el Farratjal (també dins de l'estany, ara), els Fornassos, les Garrigoles, la Joberta, el Malairó, o Malairon, el Mas de Caors, el Mas de Raò, el Mas dels Pastres, el Mas Oriol, el Mas Richemont, el Mas Sauví, o Xò'n Sauví, el Mas Vallmaria, el Molí de Vent, les Olivedes, els Pastors, el Pont de la Sal, Puig Vergers, la Punta del Tuire, els Rocs, les Salleses, Sant Julià, el Serrat dels Rocs, les Serres, la Timba, o les Timbes i les Vores del Reart. Alguns d'aquests noms són també desapareguts, avui dia, com les Arrencades, les Bassanes, el Camí de la Font, el Camí de les Costes (avui dia tots quatre dins de l'estany, que fou engrandit), l'Aspre, la Baptista, el Benefici, la Cal-lleva, el Camí de la Sal, el Camí de l'Ullastre, el Camí de Perpinyà, el Camí de Pollestres, el Camí Vell de Tesà (aquests darrers noms de partida, no només d'un camí), Cardona, el Clot de la Prada, el Còrrec de la Cerç, el Còrrec de l'Ase, la Creu de Fusta, Esquena de l'Ase, el Ferrer, les Figueres, la Fondera, la Font d'en Botes, la Font de Santa Maria o del Mas Doat, la Font Vella (els tres darrers, com a partides), el Gambaroter, la Garnatxera, les Illes del Reart, l'Isidret, la Joncassa, la Llàntia, la Llonganyesa, Marcot, el Marge, el Mas de Prada, el Mas Jaume, els Noguers, l'Obra, l'Oliu, les Olivedes d'en Cambres, l'Oliveta, l'Oliveta dels Pastors, l'Oliveta Petita, el Pont de Caors, les Pubilles, el Puig de les Guilles, el Puig Negre, Sacristà, la Sal Grossa, Sardi, la Selvisa, Serra de Pollestres, o Serra de Pomers, el Tamarigar, Terra Prim, la Tressa, la Trona, l'Ullal, la Vila Vella, la Vinya del Bossut, la Vinya del Cementiri, la Vinya de Vilanova, la Vinya Vella i el Vinyer d'en Montes.

## Comunicacions

### Carretera
Tres carreteres solquen el terme de Vilanova de Raò; una de les tres només travessa l'angle nord-est del terme. Es tracta de la carretera D-914 (Perpinyà - Coll dels Balitres, a Cervera de la Marenda)
A part d'aquesta carretera, hi ha la D-8 (D-914, a Vilanova de Raò - Brullà) que entra pel nord-est, on s'origina a partir de la D-914, i marxa pel sud-est, cap a Montescot, Hortafà i Brullà. Travessa gairebé pel centre del terme, la carretera D-39 (D-1, a Vilanova de la Ribera - Alenyà), que, procedent de Pollestres, s'adreça a Tesà i Alenyà.
Per carretera, Vilanova de Raò és a 8 quilòmetres de Perpinyà, a 3 de Cornellà del Bercol i de Tesà, a 6 d'Alenyà, a 7 de Bages i d'Hortafà i a 8 d'Elna.

### Ferrocarril
Per l'extrem nord-est del terme travessa el Camí de Ferro, de forma quasi del tot paral·lela a la D-914 la línia fèrria de Cervera de la Marenda a Perpinyà, que no té estació en aquest terme municipal. L'estació més propera és a Elna.

### Mitjans de transport públic
Una sola línia d'autobusos relliga Vilanova de Raò amb l'exterior. Es tracta de la línia 16 de la Compagnie de transports Perpignan Méditerranée, que uneix el Vernet, a Perpinyà, amb aquest poble. De dilluns a dissabte arriben a Vilanova de Raò 14 autobusos d'aquesta línia (13 el dissabte i fora de la temporada escolar), mentre que només 11 en surten (10 dissabte i fora de temporada escolar). El diumenge i dies festius funciona només del Palau dels Esports de Perpinyà a Vilanova de Raò amb quatre serveis, dos al matí i dos a la tarda.

### Camins
Un bon nombre de camins solca el terme de Vilanova de Raò. Hi ha les actuals carreteres, abans camins: Ruta de Bages, abans Camí de Bages, i la Ruta d'Elna. A part, hi ha els camins de comunicació amb els pobles veïns: Camí de Cànoes, Camí de Montescot, Camí de la Roca, o Travessa de la Roca a Perpinyà, Camí de Perpinyà, Camí de Pollestres a Cabestany, o Camí de la Sal, Camí de Tesà i Camí Vell de Tesà, anomenat la Travessa en aquell poble. D'altres camins són interns del terme de Vilanova de Raò, com el Camí de Cap de Fusta, el Camí de Cornellà als Prats d'Avallric, o Camí de Montescot a Tesà, abans Camí de Cornellà al Pou d'Avallric, el Camí de Ferro (la via del ferrocarril), el Camí de la Bordagassa, abans Camí de Vilanova al Camí Ral, el Camí de la Prada, abans Camí dels Prats, el Camí de les Deveses, abans Camí de Pollestres, el Camí de les Garrigoles, el Camí de les Olivedes, o Camí Vell de Bages a Perpinyà, abans Carrera de Bages a Perpinyà, Camí de les Vinyes o de les Serres, abans Camí de Pollestres, Camí de l'Hospital, o de l'Hospici, Camí del Mas Pelegrí, o de Perpinyà i el Torn del Llac. Esment a part mereix el Camí Ral.

## Economia
L'economia de Vilanova de Raò es basa sobretot en l'agricultura, principalment a la vinya. Més de 650 ha, de quasi 900, dedicades a la vinya, un tercera part per a carinyena, i la resta per a vins nobles: garnatxa, moscat i macabeu, sobretot. Hi ha també producció de fruites: albercoquers, presseguers, pomeres i pereres, i una petita extensió d'hortalisses (4 ha). La ramaderia també té força presència, ja que hi ha mig centenar de caps de bestiar boví, i quasi 500 d'oví.
La indústria és pràcticament absent, llevat de les petites indústries artesanals situades en els entorns del poble (tallers mecànics, etc.).
Pel que fa al turisme, el poble disposa del càmping Les rives du lac.

## Història

### Edat mitjana
La fundació de Vilanova de Raò es remunta segurament al 814, ratificat en una acta del 834: un fugitiu dels musulmans d'origen hispànic és establert en aquest lloc. Els seus fills, Vimar i Raò, hi són confirmats per Lluís el Pietós i Lotari. Un segle més tard s'esmenta el lloc amb la fórmula Villanova quae vocant Radoni quondam (Vilanova del difunt Radó o Raò). Al segle x era l'abadia d'Arles qui posseïa terres en aquest terme, però a principis del segle xi passaren ja a possessió al capítol de canonges d'Elna. A començaments del segle xii el poble i terme passaven a mans del Comte de Rosselló, els quals la van cedir a l'orde del Temple l'any 1149. Com altres possessions dels templers, al segle xiv passaven a l'orde dels hospitalers. Jaume II de Mallorca cedí el domini de Vilanova de Raò als Canet, en el mateix moment de la creació d'aquell vescomtat, el 1322, tot i que el vescomte en cedia els dominis de seguida a l'abadia de Fontfreda. Tot i aquests canvis de propietat, el capítol d'Elna hi posseí terres i drets fins a la fi de l'antic règim.

## Demografia

### Demografia antiga
La població està expressada en nombre de focs (f) o d'habitants (h)
| Evolució demogràfica de Vilanova de Raò entre 1358 i 1790 | Evolució demogràfica de Vilanova de Raò entre 1358 i 1790 | Evolució demogràfica de Vilanova de Raò entre 1358 i 1790 | Evolució demogràfica de Vilanova de Raò entre 1358 i 1790 | Evolució demogràfica de Vilanova de Raò entre 1358 i 1790 | Evolució demogràfica de Vilanova de Raò entre 1358 i 1790 | Evolució demogràfica de Vilanova de Raò entre 1358 i 1790 | Evolució demogràfica de Vilanova de Raò entre 1358 i 1790 | Evolució demogràfica de Vilanova de Raò entre 1358 i 1790 | Evolució demogràfica de Vilanova de Raò entre 1358 i 1790 | Evolució demogràfica de Vilanova de Raò entre 1358 i 1790 | Evolució demogràfica de Vilanova de Raò entre 1358 i 1790 | Evolució demogràfica de Vilanova de Raò entre 1358 i 1790 | Evolució demogràfica de Vilanova de Raò entre 1358 i 1790 | Evolució demogràfica de Vilanova de Raò entre 1358 i 1790 |
| 1358                                                      | 1365                                                      | 1378                                                      | 1470                                                      | 1515                                                      | 1553                                                      | 1643                                                      | 1709                                                      | 1720                                                      | 1730                                                      | 1767                                                      | 1774                                                      | 1789                                                      | 1790                                                      |                                                           |
| --------------------------------------------------------- | --------------------------------------------------------- | --------------------------------------------------------- | --------------------------------------------------------- | --------------------------------------------------------- | --------------------------------------------------------- | --------------------------------------------------------- | --------------------------------------------------------- | --------------------------------------------------------- | --------------------------------------------------------- | --------------------------------------------------------- | --------------------------------------------------------- | --------------------------------------------------------- | --------------------------------------------------------- | --------------------------------------------------------- |
| 32 f                                                      | 29 f                                                      | 1 f                                                       | 8 f                                                       | 8 f                                                       | 4 f                                                       | 13 f                                                      | 21 f                                                      | 21 f                                                      | 25 f                                                      | 154 h                                                     | 25 f                                                      | 27 f                                                      | 90 h                                                      |                                                           |

Font: Pélissier 1986

### Demografia contemporània
| Evolució de la població |      |      |      |      |      |      |      |      |
| 1793                    | 1800 | 1806 | 1821 | 1831 | 1836 | 1841 | 1846 | 1851 |
| 74                      | 76   | 76   | 142  | 166  | 150  | 170  | 194  | 184  |

| 1856 | 1861 | 1868 | 1872 | 1876 | 1881 | 1886 | 1891 | 1896 |
| ---- | ---- | ---- | ---- | ---- | ---- | ---- | ---- | ---- |
| 220  | 174  | 204  | 239  | 281  | 403  | 429  | 513  | 560  |

| 1901 | 1906 | 1911 | 1921 | 1926 | 1931 | 1936 | 1946 | 1954 |
| ---- | ---- | ---- | ---- | ---- | ---- | ---- | ---- | ---- |
| 634  | 694  | 631  | 659  | 572  | 620  | 564  | 517  | 555  |

| 1962 | 1968 | 1975 | 1982 | 1990 | 1999 | 2006 | 2011 | 2012 |
| ---- | ---- | ---- | ---- | ---- | ---- | ---- | ---- | ---- |
| 615  | 630  | 908  | 1234 | 3189 | 3625 | 3767 | 3800 | 3828 |

| 2013  | - | - | - | - | - | - | - | - |
| ----- | - | - | - | - | - | - | - | - |
| 3.828 | - | - | - | - | - | - | - | - |

Fonts: Ldh/EHESS/Cassini fins al 1999, després INSEE a partir deL 2004

### Evolució de la població

Evolució de la població

## Administració i política

### Batlles[11]
| Període                       | Nom              | Opció política | Comentaris                 |
| ----------------------------- | ---------------- | -------------- | -------------------------- |
| Març del 2001 – Moment actual | Jacqueline Irles | UMP            | Diputada entre 2007 i 2012 |

### Legislatura 2014 - 2020

#### Batlle
- Jacqueline Irles. Exdiputada. Vicepresident de PMCA. Delegada a l'entorn.

#### Adjunts al batlle[12]
- 1r: Stéphane Huet. Conseller delegat d'Afers escolars, Joventut i Esports
- 2n: Michèle Bares. Consellera delegada de Comunicació
- 3r: Laurent Brunelle. Conseller delégué d'Obres, Urbanisme i Entorn
- 4t: Pierrette Dorlée. Consellera delegada d'Afers socials
- 5è: Jean-Marie Argence. Conseller delegat de Seguretat

#### Consellers municipals
- Muriel Jonqueres d'Oriola
- Michel Creton. Conseller delegat de Finances
- Arlette Bot-Renard
- André Radondy
- Aline Compagnon
- Jacques Robert
- Geneviève Cavailles
- David Basman
- Guillemette Huver
- Eric Olieu
- Nathalie Villepontoux
- Damien Toledano
- Montserrat Visser
- Gérard Nollevalle
- Aurélie Cornille
- David Barajas
- Marine Hubert
- Yamine Gatones. Consellera a l'oposició
- Christophe Zaprilla. Consellera a l'oposició
- Paulette Palau. Consellera a l'oposició
- André Batlle. Conseller a l'oposició.

### Adscripció cantonal

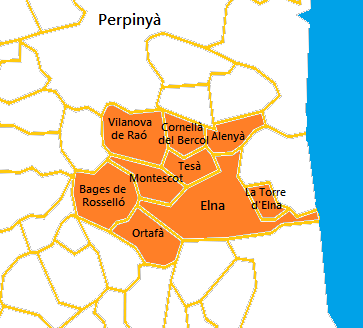
Mapa del Cantó de la Plana d'Illiberis

El 1790 la comuna de Vilanova de Raò fou inclosa en el cantó d'Elna, dins del districte de Perpinyà. El 1801 fou relligada al cantó de Perpinyà-Est, i després integrada en el nou cantó de Perpinyà-III, el 1973. En fou desglossada el 1982 per tal de formar part del recreat Cantó d'Elna.
A les eleccions cantonals del 2015 Vilanova de Raò ha estat inclosa en el cantó número 12, denominat La Plana d'Illiberis, amb capitalitat a la ciutat d'Elna i amb els pobles d'Alenyà, Bages, Cornellà del Bercol, Montescot, Ortafà, Tesà, la Torre d'Elna i Vilanova de Raò. Hi han estat escollits com a consellers departamentals Marie-Pierre Sadourny, del Partit Socialista, consellera municipal a l'oposició a Sant Cebrià, i Nicolas Garcia, del Partit Comunista Francès - Front d'esquerres, conseller municipal a l'oposició a Elna.

## Llocs i monuments
- La capella de Sant Julià i Santa Basilissa de Vilanova de Raò, antiga església parroquial, construïda el 996 i refeta al segle xii
- L'església parroquial actual, també dedicada a Sant Julià i Santa Basilissa, datada al segle xviii
- El llac de Vilanova de Raò és un punt de bany, de passeig, així com una reserva de caça i de pesca.

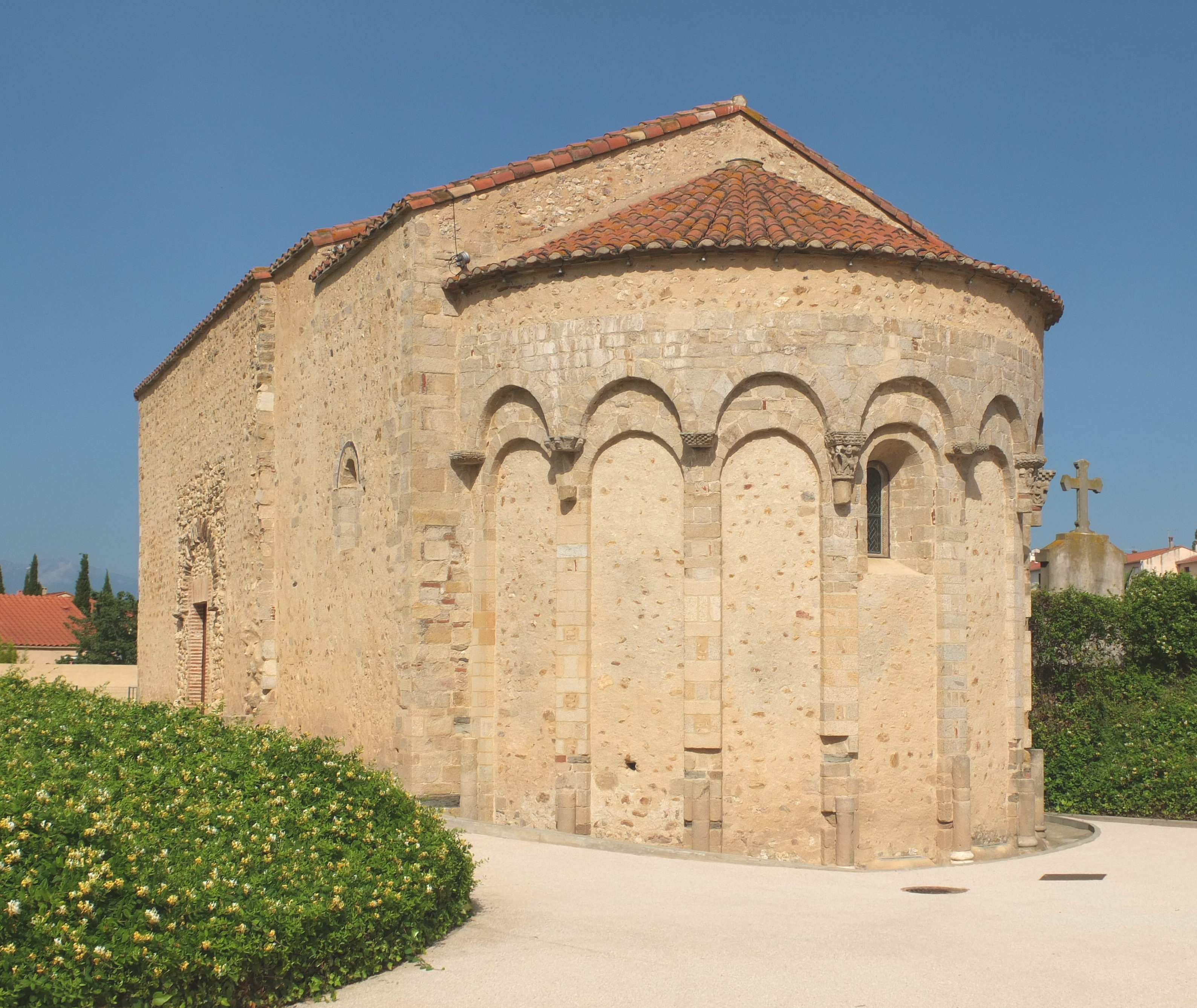
La capella de Sant Julià i Santa Basilissa
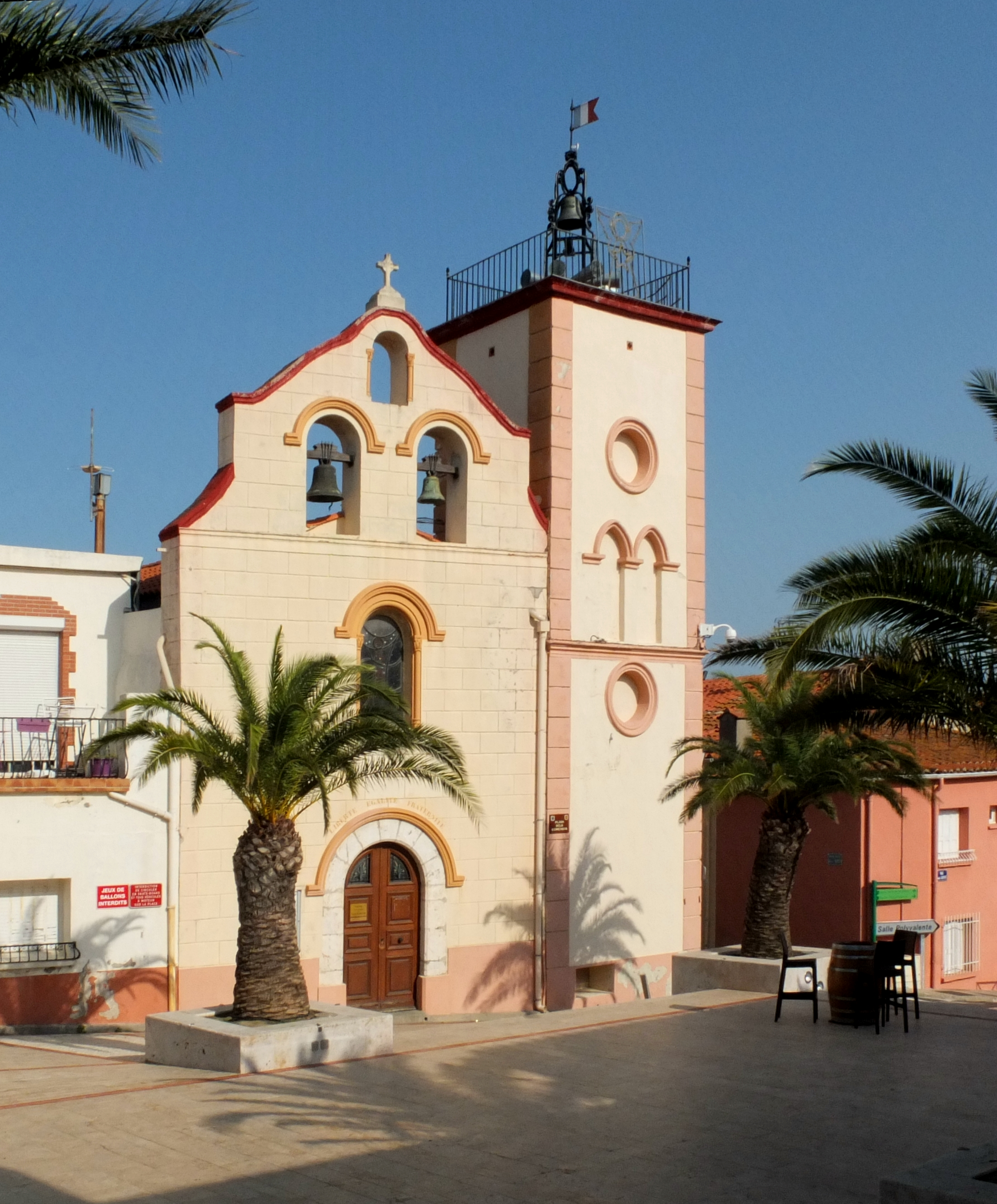
L'església de Sant Julià i Santa Basilissa

## Personalitats vinculades al poble
- Christiane Frenay (Vilanova de Raò, 1940), pintora, il·lustradora i gravadora
- Camille Montade, La Torre (Vilanova de Raò, 1901 - Vilanuèva d'Òlt, 1949), jugador de rugbi a 15 i a 13
- Alfred Sauvy (Vilanova de Raò, 1898 - París, 1990), demògraf i economista, creador del concepte "Tercer món" el 1952

## Poblacions agermanades
- L'Ametlla de Mar (2007)